# Episodi di The Big Bang Theory (terza stagione)
La terza stagione della sitcom The Big Bang Theory è stata trasmessa dal 21 settembre 2009 al 24 maggio 2010 dal network statunitense CBS, ottenendo un'audience media di 14.143.000 telespettatori, risultando così una delle serie TV più seguite della stagione televisiva statunitense 2009-2010.
In Italia, la terza stagione è stata trasmessa in prima visione assoluta dal 9 maggio al 18 luglio 2010 sul canale televisivo a pagamento Steel. Dal 15 novembre al 15 dicembre 2010 è stata trasmessa anche in chiaro su Italia 1.
| nº | Titolo originale                    | Titolo italiano                                | Prima TV USA      | Prima TV Italia |
| -- | ----------------------------------- | ---------------------------------------------- | ----------------- | --------------- |
| 1  | The Electric Can Opener Fluctuation | La fluttuazione dell'apriscatole elettrico     | 21 settembre 2009 | 9 maggio 2010   |
| 2  | The Jiminy Conjecture               | La congettura del grillo parlante              | 28 settembre 2009 | 9 maggio 2010   |
| 3  | The Gothowitz Deviation             | Tecniche di condizionamento                    | 5 ottobre 2009    | 16 maggio 2010  |
| 4  | The Pirate Solution                 | La soluzione del pirata                        | 12 ottobre 2009   | 16 maggio 2010  |
| 5  | The Creepy Candy Coating Corollary  | Il corollario del rivestimento raccapricciante | 19 ottobre 2009   | 23 maggio 2010  |
| 6  | The Cornhusker Vortex               | Il teorema del football                        | 2 novembre 2009   | 23 maggio 2010  |
| 7  | The Guitarist Amplification         | L'amplificazione del chitarrista               | 9 novembre 2009   | 30 maggio 2010  |
| 8  | The Adhesive Duck Deficiency        | La carenza delle paperelle adesive             | 16 novembre 2009  | 30 maggio 2010  |
| 9  | The Vengeance Formulation           | La formula della vendetta                      | 23 novembre 2009  | 6 giugno 2010   |
| 10 | The Gorilla Experiment              | Progetto gorilla                               | 7 dicembre 2009   | 6 giugno 2010   |
| 11 | The Maternal Congruence             | La coerenza materna                            | 14 dicembre 2009  | 13 giugno 2010  |
| 12 | The Psychic Vortex                  | Il vortice psichico                            | 11 gennaio 2010   | 13 giugno 2010  |
| 13 | The Bozeman Reaction                | La reazione Bozeman                            | 18 gennaio 2010   | 20 giugno 2010  |
| 14 | The Einstein Approximation          | L'approssimazione di Einstein                  | 1º febbraio 2010  | 20 giugno 2010  |
| 15 | The Large Hadron Collision          | La grande collisione degli adroni              | 8 febbraio 2010   | 27 giugno 2010  |
| 16 | The Excelsior Acquisition           | L'acquisizione dell'Excelsior                  | 1º marzo 2010     | 27 giugno 2010  |
| 17 | The Precious Fragmentation          | La suddivisione del tesoro                     | 8 marzo 2010      | 4 luglio 2010   |
| 18 | The Pants Alternative               | L'alternativa ai pantaloni                     | 22 marzo 2010     | 4 luglio 2010   |
| 19 | The Wheaton Recurrence              | Il ritorno di Wheaton                          | 12 aprile 2010    | 11 luglio 2010  |
| 20 | The Spaghetti Catalyst              | Gli spaghetti catalizzatori                    | 3 maggio 2010     | 11 luglio 2010  |
| 21 | The Plimpton Stimulation            | La stimolazione Plimpton                       | 10 maggio 2010    | 18 luglio 2010  |
| 22 | The Staircase Implementation        | Nel covo del nemico                            | 17 maggio 2010    | 18 luglio 2010  |
| 23 | The Lunar Excitation                | L'eccitazione lunare                           | 24 maggio 2010    | 18 luglio 2010  |

## La fluttuazione dell'apriscatole elettrico
- Titolo originale: The Electric Can Opener Fluctuation
- Diretto da: Mark Cendrowski
- Scritto da: Steven Molaro

### Trama
Di ritorno dalla spedizione di tre mesi al polo nord, Sheldon viene a sapere da Howard e Raj che i ragazzi avevano modificato i risultati della sua ricerca nel tentativo di migliorare il suo umore; infatti Sheldon in certi momenti era assolutamente insopportabile, al punto che gli altri stavano addirittura studiando vari modi per ucciderlo. Sheldon si sente umiliato perché aveva già comunicato la sua scoperta ai colleghi dell'università, e decide di licenziarsi e tornare in Texas dalla madre. Proprio la madre di Sheldon chiama Leonard per chiedergli di venire e provare a convincerlo a tornare nella sua casa in California. All'arrivo dei ragazzi Sheldon ha ancora intenzione di restare ma, dopo un diverbio con la madre riguardo all'Evoluzionismo, perdona i suoi amici e decide di tornare da loro. Nel frattempo Penny, al ritorno di Leonard dalla spedizione, si getta immediatamente tra le sue braccia baciandolo; alla fine dell'episodio i due sono a letto ed entrambi si rendono conto che il sesso tra amici è strano.

## La congettura del grillo parlante
- Titolo originale: The Jiminy Conjecture
- Diretto da: Mark Cendrowski
- Scritto da: Jim Reynolds

### Trama
Leonard e Penny cercano di capire come superare i problemi nella loro relazione, e una serata romantica finisce coi due che finiscono per ubriacarsi e stare male. Il giorno dopo Penny si confida con Sheldon al riguardo, con quest'ultimo che sottolinea che se le cose non funzionano possono sempre tornare amici. Dopo aver appreso da Sheldon, Leonard va da Penny, la quale gli dice che tornare amici sarebbe meglio per tutti e due; entrambi accettano ma non resistono alla passione e si baciano. Intanto Sheldon e Howard scommettono due dei loro fumetti da collezione determinando a quale specie appartiene un grillo: Sheldon sostiene (basandosi sulla frequenza del suo frinire calcolata sulla temperatura dell'appartamento) che sia un Oecanthus fultoni mentre Howard un comune grillo campestre; dopo averlo trovato, lo portano all'entomologo dell'università, e dopo la sua analisi Howard risulta vincitore della scommessa.

## Tecniche di condizionamento
- Titolo originale: The Gothowitz Deviation
- Diretto da: Mark Cendrowski
- Scritto da: Lee Aronsohn e Richard Rosenstock (soggetto); Bill Prady e Maria Ferrari (sceneggiatura)

### Trama
Penny e Leonard si ritrovano in camera di lui, dopo aver rotto il letto di lei mentre avevano un rapporto sessuale; questo comporta grande disappunto in Sheldon, che aumenta quando, il giorno seguente, la ragazza prepara la colazione, andando contro la sua consueta dieta settimanale. Il fisico allora cerca di utilizzare il rinforzo positivo (come si fa con gli animali, mediante "premi") per addestrarla (offrendole dei cioccolatini) a comportarsi come vuole lui, nonostante Leonard sia contrario al fatto che la sua fidanzata venga trattata come un animale. Intanto Howard e Raj vanno in un locale goth e abbordano due ragazze; dopo essere finiti in un negozio di tatuaggi, i ragazzi ammettono di essersi finti goth, perdendo così un'occasione con le ragazze piuttosto che farsi un doloroso tatuaggio.

## La soluzione del pirata
- Titolo originale: The Pirate Solution
- Diretto da: Mark Cendrowski
- Scritto da: Steve Holland

### Trama
Raj confessa ai suoi amici che se non troverà presto un nuovo lavoro verrà deportato in India, dopo che l'università gli ha tagliato i fondi e comunque non avendo combinato granché nelle sue ricerche negli ultimi mesi. Dopo un colloquio andato male, Raj sembra ormai rassegnato, quando Sheldon gli offre di lavorare "per" lui, anziché "con" lui, e il ragazzo accetta a malincuore. Sentendosi solo, visto che Raj è molto occupato, Howard diventa il terzo incomodo fra Leonard e Penny, disturbandoli nei momenti in cui la coppia preferirebbe stare per conto suo. Raj, durante una discussione con Sheldon, se ne va, ma Sheldon si scusa.

## Il corollario del rivestimento raccapricciante
- Titolo originale: The Creepy Candy Coating Corollary
- Diretto da: Mark Cendrowski
- Scritto da: Chuck Lorre e Bill Prady (soggetto); Lee Aronsohn e Steven Molaro (sceneggiatura)

### Trama
Sheldon accetta di partecipare a un torneo di carte quando viene a sapere che parteciperà anche Wil Wheaton, odiato profondamente da Sheldon per non aver partecipato a una convention di fantascienza molti anni prima. Con Raj come suo partner, Sheldon raggiunge la finale del torneo contro Stuart, il proprietario della fumetteria, e Wheaton; Sheldon può vincere la partita ma Wheaton gli dice di non aver partecipato all'evento perché sua nonna era morta da poco, ma questo è solo uno stratagemma che fa commuovere Sheldon al punto di far vincere il suo avversario. Intanto Leonard accetta a malincuore di rispettare un vecchio patto con Howard, e chiede a Penny se può presentargli una sua amica così da organizzare un doppio appuntamento. Howard e la ragazza, Bernadette, non sembrano avere nulla in comune, almeno fino a quando non scoprono entrambi di avere problemi con le proprie madri.
- Guest star: Wil Wheaton (sé stesso)

## Il teorema del football
- Titolo originale: The Cornhusker Vortex
- Diretto da: Mark Cendrowski
- Scritto da: Bill Prady e Steven Molaro (soggetto); Dave Goetsch e Richard Rosenstock (sceneggiatura)

### Trama
Sheldon insegna a Leonard le regole del football per poter vedere le partite insieme a Penny: la ragazza all'inizio non lo invita non perché si vergogna di presentarlo ai suoi amici, ma perché fortemente convinta che lui si possa annoiare con i suoi amici a parlare di sport. Durante la partita Leonard cerca di dimostrare ciò che ha imparato, ma le sue spiegazioni sono troppo complicate e non riesce a trovarsi bene con gli amici di Penny. Intanto Raj perde il suo aquilone in una sfida contro Sheldon perché Howard lo abbandona in un momento critico per inseguire una ragazza; quest'ultimo, per rimediare, si offre di trascorrere il sabato pomeriggio con l'amico.

## L'amplificazione del chitarrista
- Titolo originale: The Guitarist Amplification
- Diretto da: Mark Cendrowski
- Scritto da: Chuck Lorre e Lee Aronsohn (soggetto); Bill Prady, Richard Rosenstock e Jim Reynolds (sceneggiatura)

### Trama
Leonard e Penny discutono animatamente dopo che lei gli riferisce di aver invitato un suo amico chitarrista, col quale è uscita per un breve periodo, a stare da lei per un po'; Leonard è veramente arrabbiato e non riesce a capire come mai Penny ritenga normale la situazione. Sheldon assiste alla lite e ne rimane sconvolto, infatti da piccolo i suoi genitori litigavano molto spesso e non si è più ripreso. Allora Sheldon va prima da Howard e poi da Raj, ma anche loro sono impegnati in alcune discussioni, e finisce per rifugiarsi in un angolo della fumetteria. Alla fine l'amico di Penny è finito a dormire sul divano di Sheldon, mentre Leonard e Penny sono a letto insieme.

## La carenza delle paperelle adesive
- Titolo originale: The Adhesive Duck Deficiency
- Diretto da: Mark Cendrowski
- Scritto da: Chuck Lorre, Bill Prady e David Goetsch (soggetto); Steven Molaro, Eric Kaplan e Maria Ferrari (sceneggiatura)

### Trama
Leonard, Raj e Howard vanno nel deserto per vedere una pioggia di meteore. Dopo averci provato con delle donne di un accampamento vicino, Howard torna con dei biscotti; i ragazzi li mangiano, ma i biscotti contengono marijuana e i ragazzi vengono colti dalla fame chimica che li spinge a cercare qualcosa da mettere sotto i denti, e finiscono per perdersi la pioggia di meteore. Intanto Sheldon, che è rimasto a casa, sente delle urla provenire dall'appartamento di Penny e scopre che la ragazza è scivolata mentre faceva la doccia e si è fatta male. Sheldon, alquanto imbarazzato nel vedere Penny nuda, l'aiuta a vestirsi e, pur avendo poca esperienza nella guida, non avendo alternativa l'accompagna al pronto soccorso per poi riportarla a casa. Penny una volta a letto, sotto l'effetto degli anestetici somministratigli in ospedale, chiede a Sheldon di cantarle "Soffice Kitty", la canzone di Sheldon quando è ammalato.

## La formula della vendetta
- Titolo originale: The Vengeance Formulation
- Diretto da: Mark Cendrowski
- Scritto da: Chuck Lorre e Maria Ferrari (soggetto); Richard Rosenstock, Jim Reynolds e Steve Holland (sceneggiatura)

### Trama
Bernadette chiede a Howard dove stia andando il loro rapporto dopo il terzo appuntamento; lui la evita per una settimana, nervoso all'idea di avere una relazione stabile con lei. Tuttavia Howard capisce di aver commesso un errore e alla Fabbrica del Cheesecake, il ristorante dove lavora la ragazza, le chiede di sposarlo davanti a tutti, ma viene respinto ancora e per riconquistarla decide di cantare la sua versione di Bernadette dei Four Tops. Bernadette rimane affascinata dal gesto di Howard, ritenendolo una delle cose più romantiche che qualcuno le abbia mai fatto. Nel frattempo Barry Kripke mette in imbarazzo Sheldon, riempiendo di elio il suo ufficio durante un'intervista per la radio pubblica nazionale. Inizialmente imbronciato, Sheldon, convinto da Leonard e Raj, medita la sua vendetta con uno scherzo ai danni di Kripke. Il piano funziona (e parte un video in cui Sheldon rivendica il gesto facendo anche i nomi dei suoi amici, che si ritrovano senza volerlo a essere complici), ma sfortunatamente nello scherzo rimane coinvolto anche il rettore dell'università.
- Guest star: Katee Sackhoff (sé stessa), Ira Flatow (sé stesso, solo voce)

## Progetto gorilla
- Titolo originale: The Gorilla Experiment
- Diretto da: Mark Cendrowski
- Scritto da: Chuck Lorre, Richard Rosenstock e Steve Holland (soggetto); Bill Prady, Steven Molaro e Maria Ferrari (sceneggiatura)

### Trama
Bernadette, a casa dei ragazzi per la cena, mostra il proprio interesse per la Fisica, in particolare per il lavoro di Leonard, che la invita a vedere il suo laboratorio. Howard diventa geloso e accusa Leonard di essere interessato alla sua ragazza. Bernadette, prima di fare l'amore con Howard, riceve un messaggio da Leonard in cui le spiega la situazione, e minaccia di rompere con lui; Howard affronta l'amico al laboratorio, e quando arriva Bernadette si scusa con lei e i due si baciano. Penny, visto l'interesse di Bernadette per il lavoro di Leonard, si sente tagliata fuori dalle conversazioni sulla scienza e chiede a Sheldon di insegnarle la Fisica. Nonostante il suo iniziale rifiuto, Sheldon accetta la sfida e, alla fine dell'episodio, Penny sorprende tutti entrando nella discussione e parlando dell'esperimento di Leonard.

## La coerenza materna
- Titolo originale: The Maternal Congruence
- Diretto da: Mark Cendrowski
- Scritto da: Lee Aronsohn, Steven Molaro, Richard Rosenstock e Maria Ferrari (soggetto); Chuck Lorre, Bill Prady e David Goetsch (sceneggiatura)

### Trama
Si avvicina il Natale e la madre di Leonard viene in visita; a quest'ultimo la cosa dà molto fastidio, mentre Sheldon è molto eccitato. Anche Penny è sconvolta, in quanto Leonard non le ha detto nulla riguardo alla loro relazione, ma questo è poco rispetto a quando Leonard si rende conto che Sheldon sa molte più cose di sua madre di quante non ne sappia lui. Leonard inoltre viene a sapere che sua madre sta divorziando dopo che il marito l'ha tradita; per farla sciogliere, Penny la porta in un bar e la fa bere, rivelandole che sta insieme a suo figlio. Una volta tornata a casa la madre di Leonard, ubriaca, dà un grosso bacio a Sheldon.
- Guest star: Christine Baranski (Beverly Hofstadter)

## Il vortice psichico
- Titolo originale: The Psychic Vortex
- Diretto da: Mark Cendrowski
- Scritto da: Lee Aronsohn e Steven Molaro (soggetto); Chuck Lorre, Eric Kaplan e Jim Reynolds (sceneggiatura)

### Trama
Sheldon e Raj vanno a una festa, dopo che quest'ultimo ha corrotto l'amico, e conoscono due ragazze molto carine. Sheldon non è interessato a un secondo appuntamento, ma accetta prontamente dopo che Raj lo corrompe di nuovo; i quattro si ritrovano nell'appartamento di Sheldon e, dopo aver annunciato la sua intenzione di andare a letto, una delle due gli chiede se può venire con lui, visto che Raj e l'altra ragazza stanno entrando in intimità, ma Sheldon, non capendo che la ragazza ha un secondo fine, rifiuta. Intanto Leonard, a un doppio appuntamento con Howard e Bernadette, è sorpreso di scoprire che Penny consulta una sensitiva e la prende in giro. Più tardi Howard dice all'amico che, se vuole mantenere la relazione, deve accettare che la sua partner abbia convinzioni diverse; Leonard si scusa e accetta di incontrare la sensitiva.
- Guest star: Danica McKellar (Abby), Jen Drohan (Martha)

## La reazione Bozeman
- Titolo originale: The Bozeman Reaction
- Diretto da: Mark Cendrowski
- Scritto da: Bill Prady, Lee Aronsohn e Jim Reynolds (soggetto); Chuck Lorre, Steven Molaro e Steve Holland (sceneggiatura)

### Trama
Dopo aver scoperto che il loro appartamento è stato svaligiato, Leonard e Sheldon chiedono a Howard di installare un sistema di sicurezza all'avanguardia. Tuttavia Sheldon è ancora sconvolto e lo stesso sistema gli si rivolta contro, così, valutando diverse ipotesi, decide di trasferirsi in un posto più sicuro di Pasadena, scegliendo la tranquilla cittadina di Bozeman, nel Montana. Una volta arrivato lì, Sheldon viene derubato e decide di tornare indietro.

## L'approssimazione di Einstein

Sheldon Cooper mentre forma atomi di carbonio con le palline colorate per bambini.

- Titolo originale: The Einstein Approximation
- Diretto da: Mark Cendrowski
- Scritto da: Lee Aronsohn, David Goetsch e Steve Holland (soggetto); Chuck Lorre, Steven Molaro ed Eric Kaplan (sceneggiatura)

### Trama
Sheldon da diversi giorni sta cercando di completare una formula, e questa ossessione lo tiene sveglio tutte le notti; decide allora di cercare un lavoro umile per poter pensare meglio, ispirato da Albert Einstein, che aveva elaborato la sua Teoria della Relatività lavorando in un ufficio brevetti. Dal momento che l'ufficio brevetti si trova a Washington, e visto che non vuole muoversi da Pasadena, Sheldon, dopo una visita all'ufficio di collocamento, va al ristorante dove lavora Penny e inizia a lavorare come cameriere, pur non essendo mai stato assunto. Alla fine Sheldon, dopo aver fatto cadere un vassoio di piatti, trova la risposta al suo problema nei vari frammenti.
- Guest star: Yeardley Smith (Sandy)

## La grande collisione degli adroni
- Titolo originale: The Large Hadron Collision
- Diretto da: Mark Cendrowski
- Scritto da: Chuck Lorre, Steven Molaro e Jim Reynolds (soggetto); Lee Aronsohn, Richard Rosenstock e Maria Ferrari (sceneggiatura)

### Trama
Leonard ha ricevuto un invito per andare in Svizzera a visitare l'acceleratore di particelle del CERN e può portare con sé una persona e, visto che il viaggio coincide con San Valentino, sceglie di portare Penny con grande disappunto di Sheldon, il quale cercherà invano di far cambiare idea al coinquilino. La notte prima della partenza però, a Penny sale la febbre alta e Leonard, non potendo più farsi accompagnare dalla sua ragazza, accetta di portare Sheldon, che si è ammalato a sua volta; il ragazzo è quindi costretto a portare Raj.

## L'acquisizione dell'Excelsior
- Titolo originale: The Excelsion Acquisition
- Diretto da: Peter Chakos
- Scritto da: Chuck Lorre, Lee Aronsohn e Steven Molaro (soggetto); Bill Prady, Steve Holland e Maria Ferrari (sceneggiatura)

### Trama
Sheldon scopre di dover comparire in tribunale per un'infrazione al codice della strada e, dopo aver insultato il giudice, viene messo in prigione finché non è pronto a scusarsi, perdendo così un incontro con Stan Lee, a cui gli altri partecipano senza preoccuparsi troppo dei guai che il loro amico sta passando. Sentendosi in colpa, Penny va in fumetteria per chiedere a Stuart il numero di Stan Lee e Stuart, ancora invaghito di lei, le dà addirittura il suo indirizzo. Più tardi Sheldon e Penny si presentano senza preavviso di fronte alla porta di Stan Lee, il quale chiede un ordine restrittivo contro Sheldon; di ritorno a casa, Sheldon annuncia la "grande" notizia, affermando che l'ordine "autografato" da Stan Lee starà benissimo di fianco a quello di Leonard Nimoy.
- Guest star: Stan Lee (sé stesso)
- Nota. Il nome del giudice con cui Sheldon ha a che fare è J. Kirby, in riferimento a Jack Kirby, collaboratore storico della Marvel.

## La suddivisione del tesoro
- Titolo originale: The Precious Fragmentation
- Diretto da: Mark Cendrowski
- Scritto da: Lee Aronsohn, Eric Kaplan e Maria Ferrari (soggetto); Bill Prady, Steven Molaro e Richard Rosenstock (sceneggiatura)

### Trama
I ragazzi trovano uno degli anelli originali usati nelle riprese de Il Signore degli Anelli e iniziano a contenderselo, ma Leonard decide di darlo a Penny per sicurezza. Nella notte Sheldon si intrufola nella stanza di Leonard per prendere l'anello dal collo di Penny, ma la ragazza si sveglia e gli tira un pugno sul naso. Il giorno seguente i ragazzi arrivano a stringere tutti insieme le dita attorno all'anello e decidono che l'ultimo che mollerà la presa potrà tenerselo; Leonard è il primo a farlo, mentre gli altri continuano fino a quando non si addormentano sul divano. La mattina dopo Leonard dice agli altri di aver spedito l'anello al legittimo proprietario, ma in realtà lo ha tenuto nascosto in camera sua. Sheldon, sospettando che l'amico non se ne sia disfatto, s'intrufola nuovamente in camera di Leonard e, svegliatosi quest'ultimo, iniziano a picchiarsi contendendo il mitico anello.

## L'alternativa ai pantaloni
- Titolo originale: The Pants Alternative
- Diretto da: Mark Cendrowski
- Scritto da: Chuck Lorre, Bill Prady e Steve Holland (soggetto); Eric Kaplan, Richard Rosenstock e Jim Reynolds (sceneggiatura)

### Trama
Il panico da palcoscenico divide Sheldon dal ricevere un ambito premio dall'università e i suoi amici si offrono di dargli una mano, ognuno a proprio modo. Penny lo accompagna a comprare un abito per l'occasione, mentre Leonard e Raj cercano di aiutarlo con la psicologia e la meditazione ma senza successo. Al momento di salire sul palco, Sheldon si sente debole e Penny lo fa bere tanto da farlo ubriacare; il discorso di Sheldon finirà poi su YouTube.

## Il ritorno di Wheaton
- Titolo originale: The Wheaton Recurrence
- Diretto da: Mark Cendrowski
- Scritto da: Chuck Lorre, Steven Molaro, Nicole Lorre e Jessica Ambrosetti (soggetto); Bill Prady, Dave Goetsch, Jim Reynolds e Maria Ferrari (sceneggiatura)

### Trama
Leonard sorprende Penny dicendole che l'ama, ma lei risponde solo con un grazie, ed entrambi iniziano a chiedersi dove stia andando la loro relazione. Il giorno dopo, i ragazzi si incontrano con Stuart e la sua squadra della fumetteria per una partita di bowling, e uno dei loro membri è sostituito da Wil Wheaton; Sheldon pregusta già la sua vendetta, ma un litigio fra Leonard e Penny, con la ragazza che se ne va, lo costringe a ritirarsi. Sheldon aiuta la coppia a fare pace, ma solo perché ha bisogno di loro per la rivincita contro Wheaton, il quale, con uno stratagemma mentale, riesce nell'intento di far abbandonare la partita a Penny. L'episodio termina coi ragazzi che, dopo aver perso la scommessa, arrivano in fumetteria travestiti ognuno da supereroina.
- Guest star: Wil Wheaton (sé stesso)

## Gli spaghetti catalizzatori
- Titolo originale: The Spaghetti Catalyst
- Diretto da: Anthony Rich
- Scritto da: Chuck Lorre, Bill Prady, Lee Aronsohn e Steven Molaro

### Trama
Leonard e Penny si sono lasciati, e Sheldon cerca di nascondere all'amico che la sua amicizia con lei continua. Incontrandola sul pianerottolo, le dice che gli piacerebbe che restassero amici; Penny rimane sorpresa dal suo atteggiamento e lo invita a cena. Per non farlo sapere agli altri, Sheldon prima mangia con loro, poi con una scusa si allontana e va da Penny. Sheldon non ce la fa più a mentire e confessa a Leonard che si vede ancora con Penny, e Leonard risponde che non gli importa; dopo averlo accompagnato a Disneyland, Leonard e Penny concordano sul fatto che possano ancora restare amici.

## La stimolazione Plimpton
- Titolo originale: The Plimpton Stimulation
- Diretto da: Mark Cendrowski
- Scritto da: Chuck Lorre, Bill Prady e Lee Aronsohn (soggetto); Steven Molaro, Jim Reynolds e Maria Ferrari (sceneggiatura)

### Trama
Sheldon ospita nel suo appartamento una famosa fisica, la dottoressa Elizabeth Plimpton, di cui Leonard è grande fan. Anche lei è interessata a Leonard, al punto di entrare nella sua camera nel cuore della notte e copulare con lui. La mattina dopo Sheldon è completamente all'oscuro di quello che è successo, ma Penny lo intuisce e diventa gelosa, visto che lei e Leonard hanno rotto da poco. Si scopre poi che questa donna è una ninfomane e alla fine, a casa di Raj, propone una cosa a quattro con quest'ultimo, Howard e Leonard. Inizialmente i ragazzi sono scossi, quindi Raj fa in modo che gli amici escano, per poi chiudersi a chiave in casa, rimanendo solo con Elizabeth.
- Guest star: Judy Greer (Elizabeth Plimpton)

## Nel covo del nemico

La "bandiera dell'appartamento" disegnata da Sheldon sette anni prima.

- Titolo originale: The Staircase Implementation
- Diretto da: Mark Cendrowski
- Scritto da: Lee Aronsohn, Steven Molaro e Steve Holland (soggetto); Chuck Lorre, Dave Goetsch e Maria Ferrari (sceneggiatura)

### Trama
Dopo una lite con Sheldon, Leonard va da Penny, che gli chiede come mai si sia trasferito da lui. A quel punto Leonard le racconta di come ha conosciuto Sheldon: tutto è iniziato sette anni prima quando, dopo aver incontrato il vecchio coinquilino di Sheldon, il quale lo avverte di scappare finché è in tempo, arriva all'appartamento per la prima volta. Una volta arrivato, Sheldon sottopone Leonard a una serie di domande per verificare se può essere un buon coinquilino o meno. Altri flashback riguardano l'origine del contratto tra coinquilini e l'ingresso nel gruppo di Howard e Raj; inoltre si viene a sapere che Sheldon ha inavvertitamente impedito a Leonard di rivelare un piano segreto a una spia nordcoreana, interrompendoli mentre avevano un rapporto sessuale, e sempre Sheldon ha salvato la vita ai suoi amici, chiudendo un esperimento letteralmente esplosivo di Leonard nell'ascensore (da qui in poi l'ascensore è perennemente rotto).

## L'eccitazione lunare
- Titolo originale: The Lunar Excitation
- Diretto da: Peter Chakos
- Scritto da: Chuck Lorre, Bill Prady e Maria Ferrari (soggetto); Lee Aronsohn, Steven Molaro e Steve Holland (sceneggiatura)

### Trama
I ragazzi preparano un esperimento sul tetto dell'edificio: far rimbalzare un laser sulla Luna e di nuovo sulla Terra. Leonard invita Penny ad assistere, e scopre che è in compagnia di un ragazzo, Zack, per niente intelligente. Più tardi, Penny si presenta alla porta di Leonard, ubriaca e sola, raccontandogli di aver passato una serata orribile perché, dopo aver passato così tanto tempo con lui, ora Penny non sopporta più i ragazzi con cui usciva un tempo, belli e a volte anche simpatici, ma intellettualmente poco stimolanti; la mattina dopo la ragazza si rende conto di aver fatto un errore. Allora Leonard, deluso, pensa di poter fare lo stesso e va da Leslie Winkle, che prontamente lo scarica, quindi, dopo essersi ubriacato, va da Penny e le chiede di dormire con lei, ma questa gli sbatte la porta in faccia. Nel frattempo Howard e Raj iscrivono Sheldon a un sito di incontri e sorprendentemente trovano una corrispondenza in una certa Amy Farrah Fowler. Sheldon inizialmente rifiuta di incontrarla, ma poi accetta dietro ricatto dei due. Sul luogo dell'appuntamento aspetta solo di potersene andare, ma poi Amy arriva e mostra di comportarsi esattamente come lui, stuzzicando il suo interesse a tal punto da spingerlo a offrirle qualcosa da bere, cosa che lei accetta. Vedendoli così affiatati, Howard e Raj realizzano che il loro piano ha funzionato, ma ora hanno il dubbio se fare incontrare i due sia stata davvero una buona idea.